# Thyrospora
Thyrospora — рід грибів. Назва вперше опублікована 1938 року.

## Класифікація
До роду Thyrospora відносять 10 видів:
- Thyrospora astragali
- Thyrospora calosperma
- Thyrospora cannabis
- Thyrospora gossypicola
- Thyrospora gossypiicola
- Thyrospora lycopersici
- Thyrospora radicina
- Thyrospora sarcinaeforme
- Thyrospora sarciniforme
- Thyrospora solani